# Guanes
Pour les articles homonymes, voir Guane.

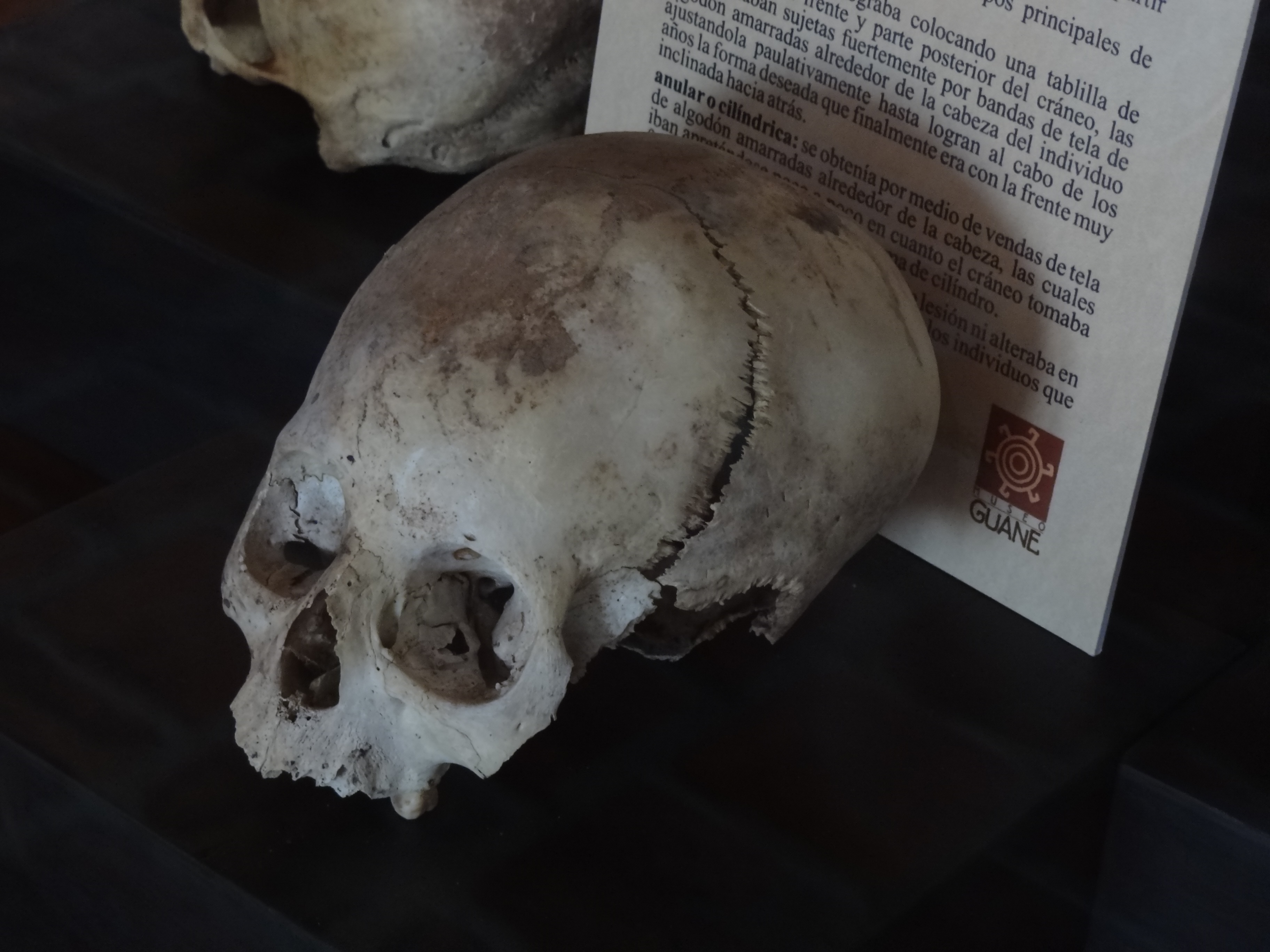
Crâne d'individu guanes avec déformation osseuse volontaire.

Les Guanes sont un ancien peuple amérindien d'Amérique du Sud ayant vécu dans l'actuel territoire du département Colombien de Santander. 
Ils ont disparu après l'arrivée des Espagnols au XVIe siècle.